# Bacocco e Serpilla
Bacocco e Serpilla è un intermezzo in tre parti con musica di Giuseppe Maria Orlandini, su libretto di Antonio Salvi. La prima rappresentazione ebbe luogo a Verona nel maggio del 1715.
Una versione rivista (col terzo atto notevolmente modificato). andò in scena al  Teatro Sant'Angelo di Venezia il 24 dicembre 1718, col titolo Il marito giocatore e la moglie bacchettona; gli interpreti erano Rosa Ungarelli e Antonio Ristorini.
Negli anni successivi questo lavoro approdò anche a Londra (1º gennaio 1737, col titolo The Gamester, al King's Theatre) e Parigi (22 agosto 1752, col titolo Il giocatore, all'Opéra, con musiche aggiunte), e fu ripreso a Venezia nel 1741.
L'opera venne apprezzata per la naturalezza e la semplicità, che si riflettono nelle facili arie e nell'accompagnamento orchestrale.
Nel 1775 Luigi Cherubini musicò lo stesso libretto, con il titolo Il giocatore.

## Trama
Serpilla non sopporta più il marito Bacocco, dedito al gioco, e si rivolge a un giudice perché lo vuole lasciare. Il giudice è lo stesso Bacocco travestito, che si mette a corteggiare Serpilla. Serpilla sembra cedere al corteggiamento e Bacocco, furioso, si rivela e la caccia. Serpilla si riduce in povertà ed è costretta a chiedere l'elemosina, ma dopo un fortuito incontro tra i due rinasce l'amore.

## Discografia
- 1969 - Enrico Fissore (Bacocco), Francina Gironés (Serpilla) - Direttore: Edwin Loehrer - Orchestra e Coro RCA Italiana - Nuova Era[4]
- 1995 - Antonio Abete (Bacocco), Gloria Banditelli (Serpilla) - Direttore: Alessandro Bares - Orchestra Il Viaggio Musicale - Registrazione dal vivo - Bongiovanni[5]
- 2003 - Virgilio Bianconi (Bacocco), Maria Pia Moriyon (Serpilla) - Direttore: Sandro Volta - Ensemble strumentale Symphoni Perusina - Registrazione dal vivo presso il Teatro Comunale G. Moruzzi di Noceto (Parma) -  CD: Tactus TC 671501.[6]